# Thom Kaumeyer
Thomas "Thom" Kaumeyer (San Diego, 17 marzo 1967) è un ex giocatore di football americano e allenatore di football americano statunitense che ha giocato come defensive back.